# Pälsärmen
Pälsärmen är en rullstensås som avdelar Lindessjön, som ligger invid Lindesberg i landskapet Västmanland. Lindesbergs södra infart går över åsen, som i öster har gett upphov till en grund vik kallad Lilla Lindessjön. 
Enligt den lokala folktron skapades Pälsärmen när en jätte försökte dränka Lindesbergs kyrka med sand som han bar med sig i en stor säck på ryggen. Jätten märkte dock inte att säcken läckte och bakom honom skapade en rullstensås, så säcken var tom när han till slut kom fram till kyrkan. Han tvingades därför vandra därifrån utan att lyckas med sitt uppsåt.